# Thagria lebes
Thagria lebes är en insektsart som beskrevs av Nielson 1977. Thagria lebes ingår i släktet Thagria och familjen dvärgstritar. Inga underarter finns listade i Catalogue of Life.